# Paya Kolak
Paya Kolak is een bestuurslaag in het regentschap Aceh Tengah van de provincie Atjeh, Indonesië. Paya Kolak telt 976 inwoners (volkstelling 2010).